# Ecquetot
Ecquetot település Franciaországban, Eure megyében. Lakosainak száma 388 fő (2022. január 1.). Ecquetot Cesseville, Criquebeuf-la-Campagne, Daubeuf-la-Campagne, Saint-Aubin-d’Écrosville, Villettes és Venon községekkel határos.

## Népesség
A település népességének változása:
| Lakosok száma | 158  | 215  | 272  | 328  | 383  | 387  | 374  | 391  | 389  | 388  |
|               | 1968 | 1982 | 1990 | 2006 | 2013 | 2015 | 2017 | 2019 | 2020 | 2022 |